# Ichneumon brunneolus
Ichneumon brunneolus är en stekelart som beskrevs av Gmelin 1790. Ichneumon brunneolus ingår i släktet Ichneumon och familjen brokparasitsteklar. Inga underarter finns listade i Catalogue of Life.